# Walter Claeys
Walter Theophiel Claeys (Gent, 1 januari 1923 – 23 september 2015) was een Belgisch senator.

## Levensloop
Claeys was de enige zoon van de Gentse burgemeester Emile Claeys en van Marguerite Goetghebeur.
In het voetspoor van zijn vader was hij actief in de christelijke arbeidersbeweging. Hij werd werkzaam bij de rechtskundige dienst bij het ACV, waarna hij nationaal propagandist werd van de vakbond. In 1960 volgde hij Placide De Paepe op als secretaris van de ACW-afdeling van het arrondissement Gent. 
In 1971 werd hij voor CVP lid van de Senaat als provinciaal senator voor de provincie Oost-Vlaanderen en hij vervulde dit mandaat tot in november 1991. In de periode december 1971-oktober 1980 zetelde hij als gevolg van het toen bestaande dubbelmandaat ook in de Cultuurraad voor de Nederlandse Cultuurgemeenschap, die op 7 december 1971 werd geïnstalleerd. Vanaf 21 oktober 1980 tot november 1981 was hij tevens korte tijd lid van de Vlaamse Raad, de opvolger van de Cultuurraad en de voorloper van het huidige Vlaams Parlement.